# Malpolon insignitus
Malpolon insignitus — ядовитая змея из семейства Psammophiidae, ранее рассматривавшаяся как подвид ящеричной змеи (Malpolon monspessulanus).

## Внешний вид

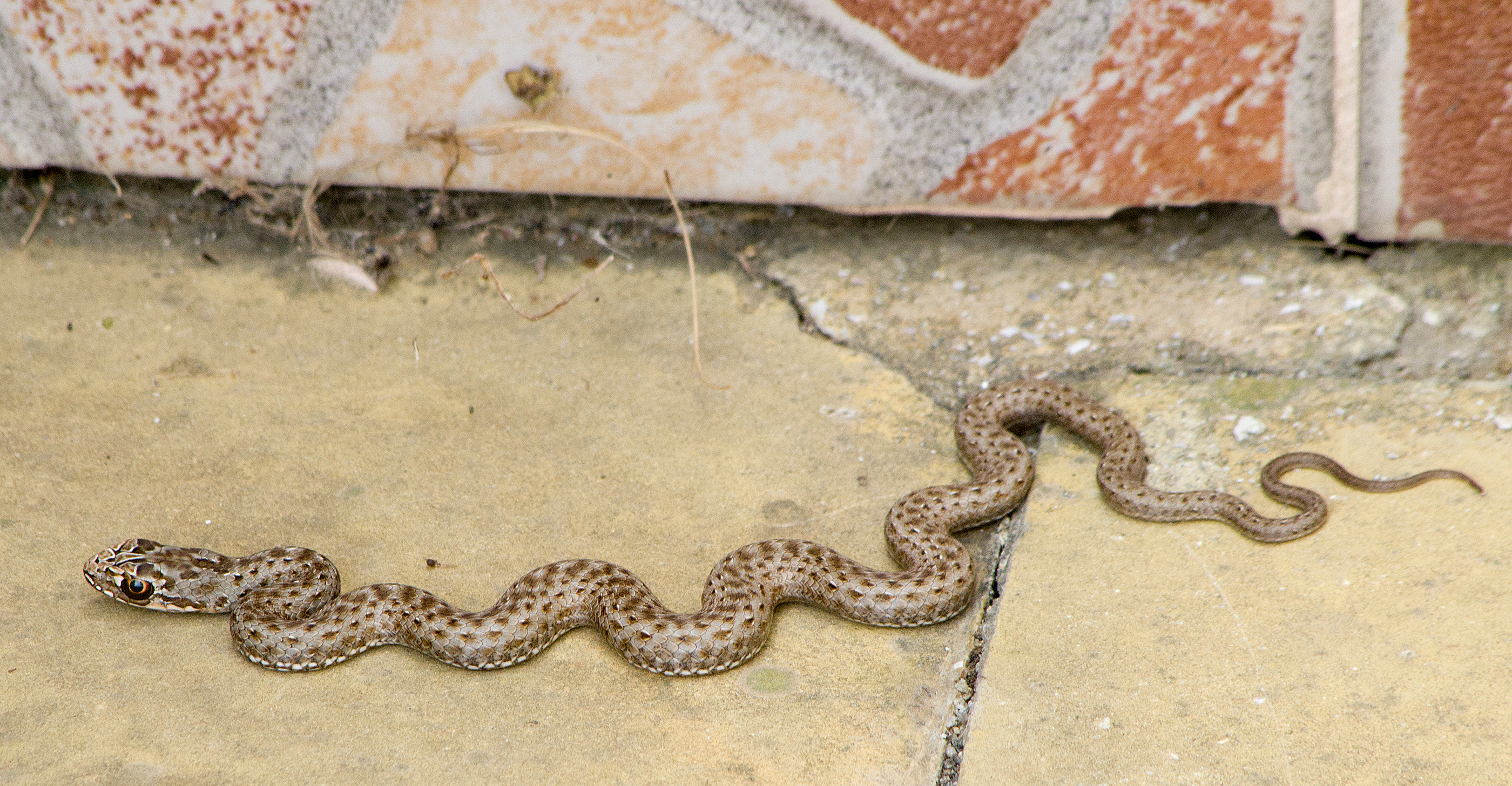
Молодая особь Malpolon insignitus

Крупная змея общей длиной тела до 1,8 м. Длина хвоста 40—55 см. Голова спереди немного закруглена, а сверху желобообразно вогнута. Края морды от ноздрей до глаз заострены и приподняты. Чешуи тела по краям брюха заметно крупнее спинных. Анальный щиток разделён.
Верхняя сторона тела тёмно-оливковая, без пятен. У крупных змей обычно имеется тёмная полоса, окаймлённая желтоватой пунктирной линией, проходящая вдоль крайнего ряда туловищных чешуй с каждой стороны. Молодые особи сверху коричневатые, оливково-бурые или сероватые с бурыми, тёмно-коричневыми или почти чёрными пятнами, расположенными в виде продольных рядов. Из-за контраста этих пятен с жёлтыми или беловатыми краями чешуй окраска молодых змей выглядит пёстрой. С возрастом пятна исчезают, из-за чего змеи длиной более 70 см обычно однотонные. Брюхо жёлтое, без пятен. У половозрелых самцов передняя часть тела оливково-зелёная, в то время как остальное тело синевато-серое. Нижняя сторона бледно-жёлтая, с фрагментами сохранившегося рисунка на горле. У самок остаются продольные полосы по бокам тела и рисунок на брюхе.

## Распространение
Широко распространена в Северной Африке (от Туниса до северного Египта), Передней Азии (Аравийский полуостров, Малая Азия, Сирия, Ирак, Иран, Закавказье) и в южной Европе (побережье Адриатического моря, Греция, южная Болгария).
В России обитает в Дагестане, восточной Калмыкии и прилегающих районах Ставропольского края, в Ростовской области и на левобережье Волги в Астраханской области.

## Образ жизни

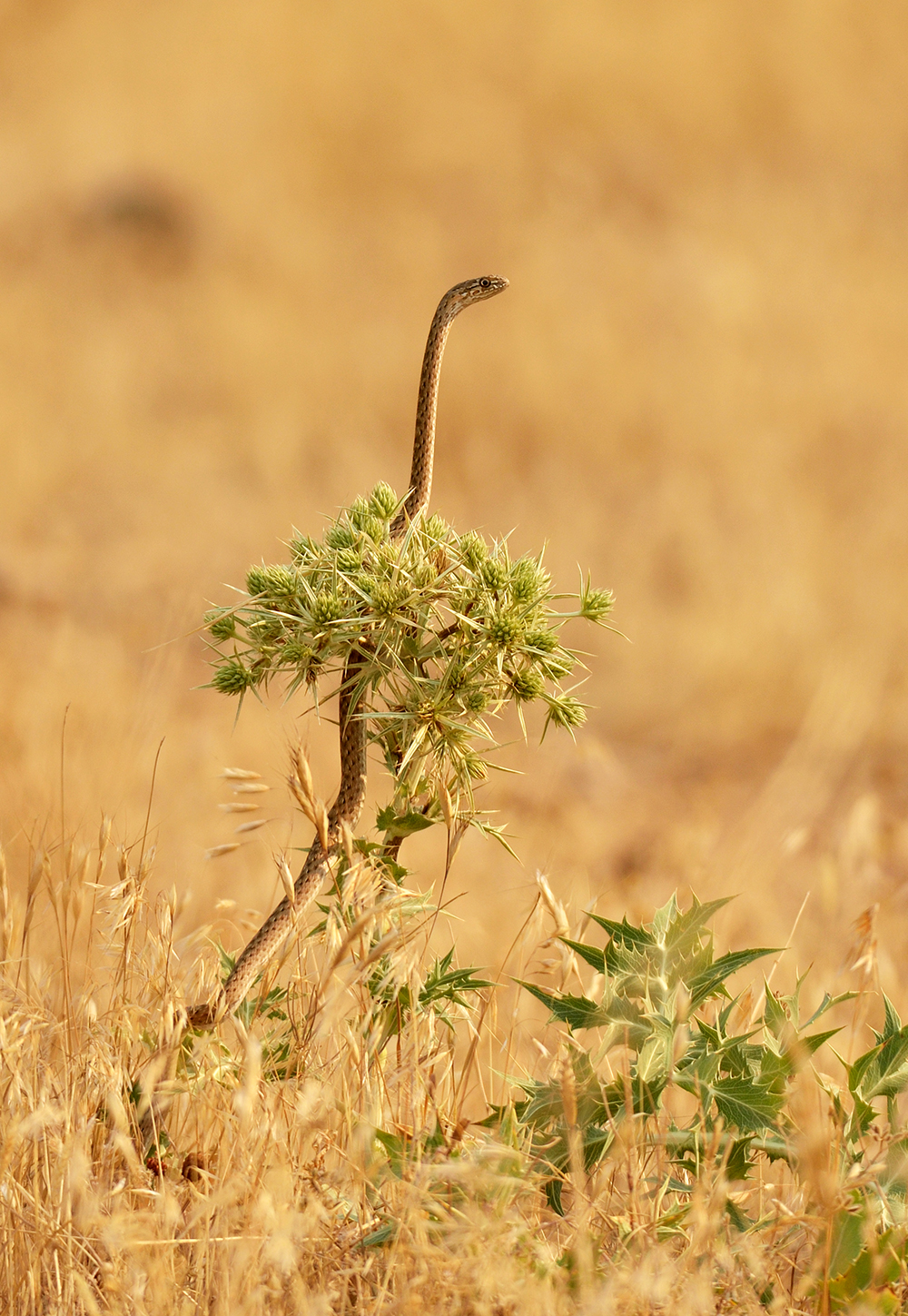
Malpolon insignitus выслеживает добычу

Населяет аридные ландшафты: сухие степи, закреплённые пески, сухие редколесья, каменистые полупустыни с неровным рельефом. Иногда встречается на пойменных лугах. Не избегает антропогенных биотопов, таких как сады, виноградники, окраины хлопковых полей и валы оросительных каналов.
В качестве укрытий использует норы сусликов и песчанок, пустоты под камнями, промоины в почве, трещины и кучи камней. Питается грызанами, ящерицами и другими змеями, которых сначала кусают, а затем обвивают кольцами. В ходе охоты, подстерегают добычу, приподнимая кверху переднюю часть тела и осматривая окружение. В случае опасности стараются скрыться в ближайшей норе или под камнем. Если это не удаётся, иногда начинают шипеть, раздувать тело и совершать броски до 1 м длиной. Укусы крупных змей болезненны для человека, но опасности, как правило, не представляют, так как ядовитые зубы у этого вида расположены в глубине рта и не достают до кожи укушенного человека. С другой стороны, имеются сведения о гибели нескольких укушенных детей в Палестине, но такие случаи крайне редки.
Зимовка длится с сентября—октября по конец марта — начало апреля. В апреле происходит спаривание. Во второй половине мая — июне самка откладывает 5—20 яиц размером 3—3,5 × 4—4,5 мм. В июле—августе из яиц выходят детёныши длиной тела 22—27 см.

## Природоохранный статус
Международным союзом охраны природы виду присвоен статус «вызывающего наименьшие опасения» на основании его широкого распространения и предположительной высокой численности.
Занесён в Красную книгу Калмыкии (категория 3 — редкий вид).